# Schizothorax richardsonii
Schizothorax richardsonii és una espècie de peix cipriniforme de la família dels ciprínids.

## Morfologia
Els mascles poden assolir els 60 cm de longitud total.

## Distribució geogràfica
Es troba a Sikkim, Bhutan, el Nepal, el Pakistan, Afganistan i a les regions de l'Himàlaia de l'Índia.